# Ålands historia

Landskapets vapen.

Finlands historiska landskap visas i blått. Åland ligger längst västerut, och gula linjer markerar dagens landskapsförbund.

Ålands historia sträcker sig från de första bosättningarna omkring 4200 f.Kr. till dagens självstyrande landskap inom Finland. Under förhistorisk tid utvecklades en bofast kultur på ögruppen, som i början av 1000-talet kristnades och blev en integrerad del av det svenska riket.  
Efter Freden i Fredrikshamn 1809 överfördes Åland tillsammans med Finland från Sverige till Ryssland och ingick därefter i det autonoma storfurstendömet Finland. Under den ryska tiden (1809–1917) uppfördes bland annat Bomarsunds fästning, och staden Mariehamn grundades.  
När Finland utropade sin självständighet 1917 växte kravet bland ålänningarna på återförening med Sverige. Efter beslut i Nationernas förbund 1921 förblev Åland finskt, men erhöll omfattande självstyre som trädde i kraft 1922. Sedan dess har självstyrelsen gradvis utökats genom lagändringar och internationella avtal.

## Ålands förhistoria
Efter istiden höjde sig Åland ur havet och bosattes successivt. De äldsta spåren av människor är från omkring 4200 f.Kr., då området befolkades från det nuvarande Finland. De tidigaste fynden hör till den kamkeramiska fångstkulturen.

### Sen stenålder
Mot slutet av stenåldern kom invandrare från väster som tillhörde den skandinaviska gropkeramiska kulturen. Befolkningen levde främst av sälfångst, särskilt grönlandssäl, samt fiske. Fynd från bland annat Jettböle visar på ett ekonomiskt uppsving under denna period. Grönlandssälen dog dock ut mot slutet av stenåldern, eventuellt på grund av överexploatering. Under den gropkeramiska kulturens slutskede finns även tecken på boskap och boskapsskötsel.

### Järnålder
Från cirka 500 f.Kr. minskade befolkningen och koncentrerades till fasta Åland. Kontakterna med omvärlden blev färre. Mellan 500 f.Kr. och 500 e.Kr. skedde en övergång till ett kombinerat näringsmönster med åkerbruk, sälfångst och fiske. Gravfält från äldre järnålder ligger ofta vid havet, men gravrösen anlades även nära åkrar i inlandet.

### Vikingatid och tidig medeltid
Omkring 500 e.Kr. intensifierades kontakterna västerut igen. Bebyggelse av svenskt ursprung etablerades, vilket kan vara resultatet av omfattande kolonisation från Mellansverige. Fynd av mynt från Arabien antyder att ålänningar deltog i vikingafärderna i österled. De yngsta förkristna gravarna är från 1000-talets första hälft, vilket tyder på ett tidigt kristnande av Åland.

## Medeltiden (1050–1520)

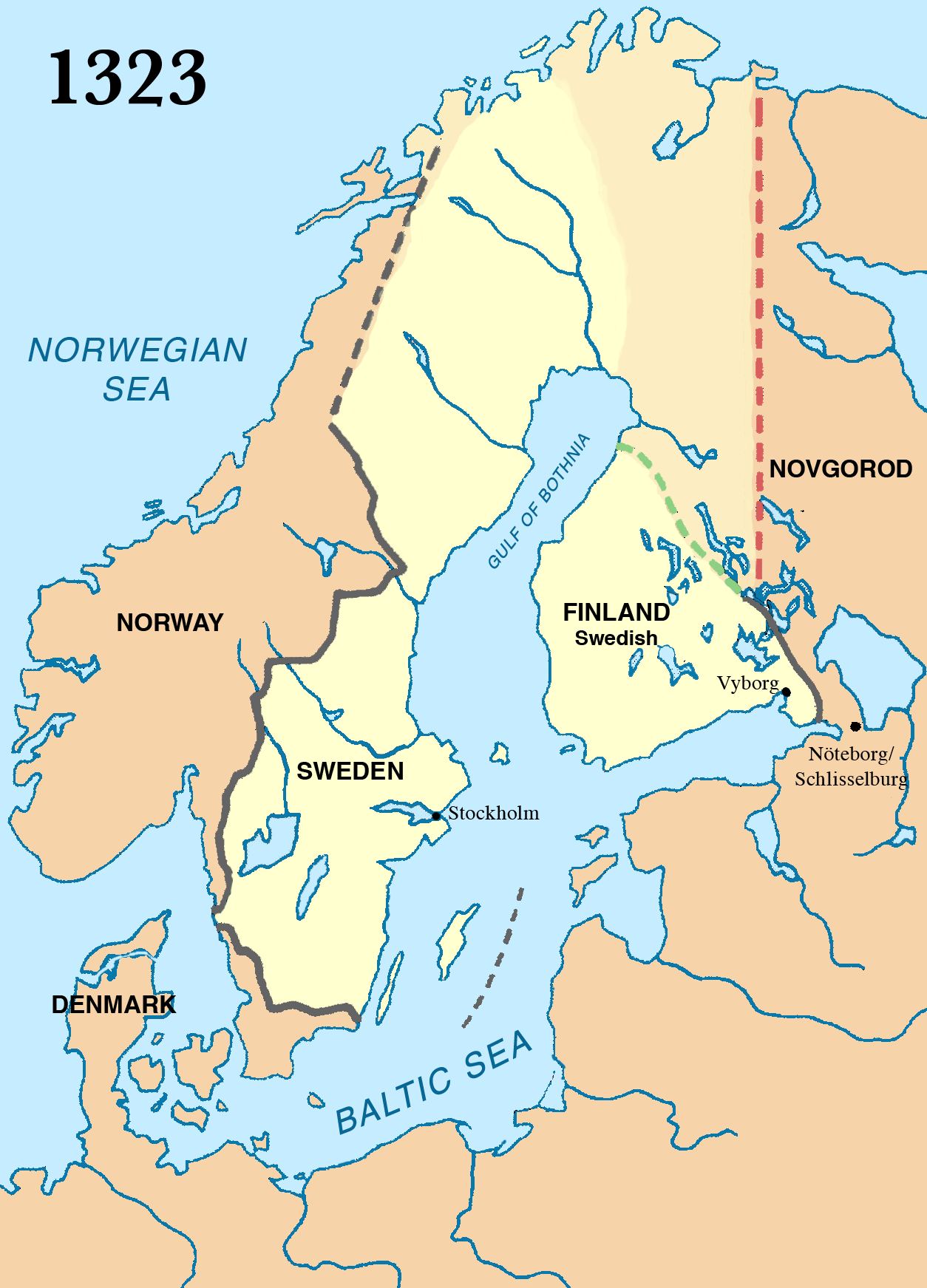
Sverige 1323

Kristendomen etablerades på Åland under tidigt 1000-tal.
På 1200-talet införlivades Åland i det svenska väldet. Åland låg centralt placerat under 1200-talet då kung Valdemars segelled förband Blekinge med Estland via den svenska ostkusten, Åland och Finlands sydkust. Genom Åland gick leden via Lemböte (Lynæbøte), Föglö (Fyghelde) och Kökar (Thiyckækarl). Under 1200-talet uppfördes de första stenkyrkorna (Eckerö, Hammarland, Jomala, Finström, Saltvik, Sund och Lemland) och Åland anslöts till Åbo stift, vars biskop mellan 1309 och 1321, Ragnvald II, var ålänning.
Åland var administrativt indelat i tredingar med egna domare, och ett landsting är känt från 1322. Detta landsting sammanträdde vid handelsplatsen i Saltvik. Åland hade också en kunglig uppbördsman, som 1328 blev fogde och senare slottsfogde på borgen Kastelholm. Formellt var slottsfogden underordnad hövitsmannen vid Åbo slott, men Kastelholm hade ofta egna hövitsmän. Kastelholms slott omnämns första gången 1388 i skrift i bouppteckningen efter Bo Jonsson Grip. Borgen låg ursprungligen på en liten holme, men har i dag, genom landhöjningen, vatten på endast två sidor.  
Under 1300-talet tillkom stenkyrkor även i skärgården: Föglö, Kumlinge och Kökar.
Vid mitten av 1400-talet grundades ett franciskanerkloster på Kökar i Ålands södra skärgård. Dessutom byggdes stenkyrkor i Geta och på Vårdö. Även en ny stenkyrka uppfördes i Finström på den gamla kyrkans plats. Åland lydde under Österlandens lagman och från 1435 under Norrfinne lagsaga.
I samband med stridigheterna kring unionskungen Hans härjade den danska flottan Sveriges kuster. I juli 1507 intog den danske kaptenen Søren Norby Kastelholms slott. År 1509 blev Søren Norby häradshövding över Åland, och befälhavaren på Kastelholms slott ersattes av dansken Lyder van Offense.

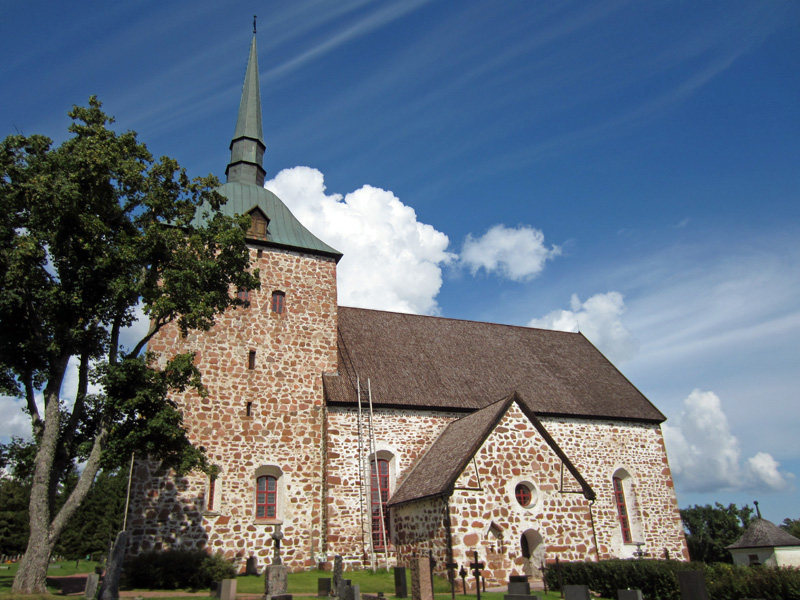
Sunds kyrka, 1200-tal
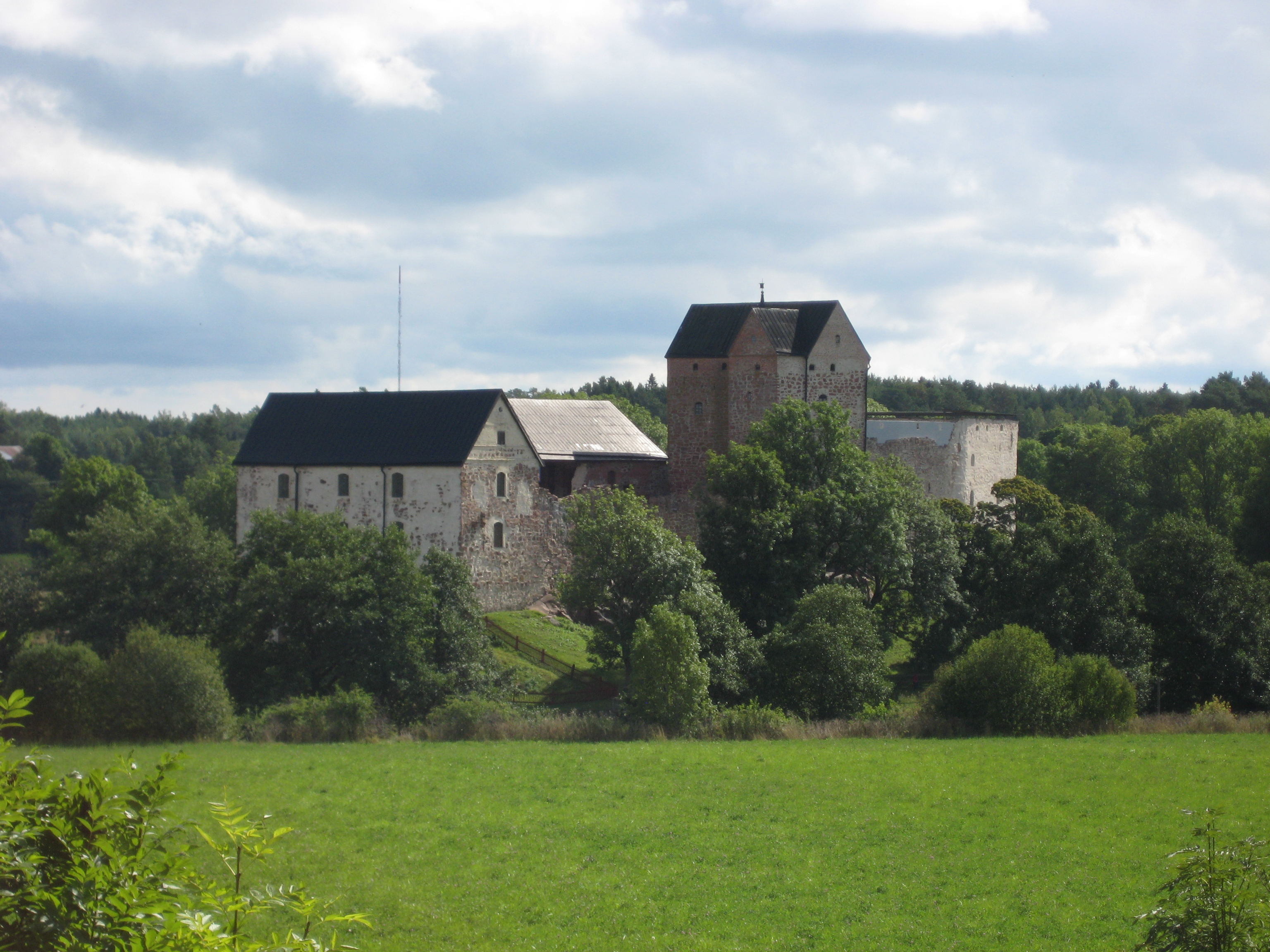
Kastelholms slott, 1300-tal
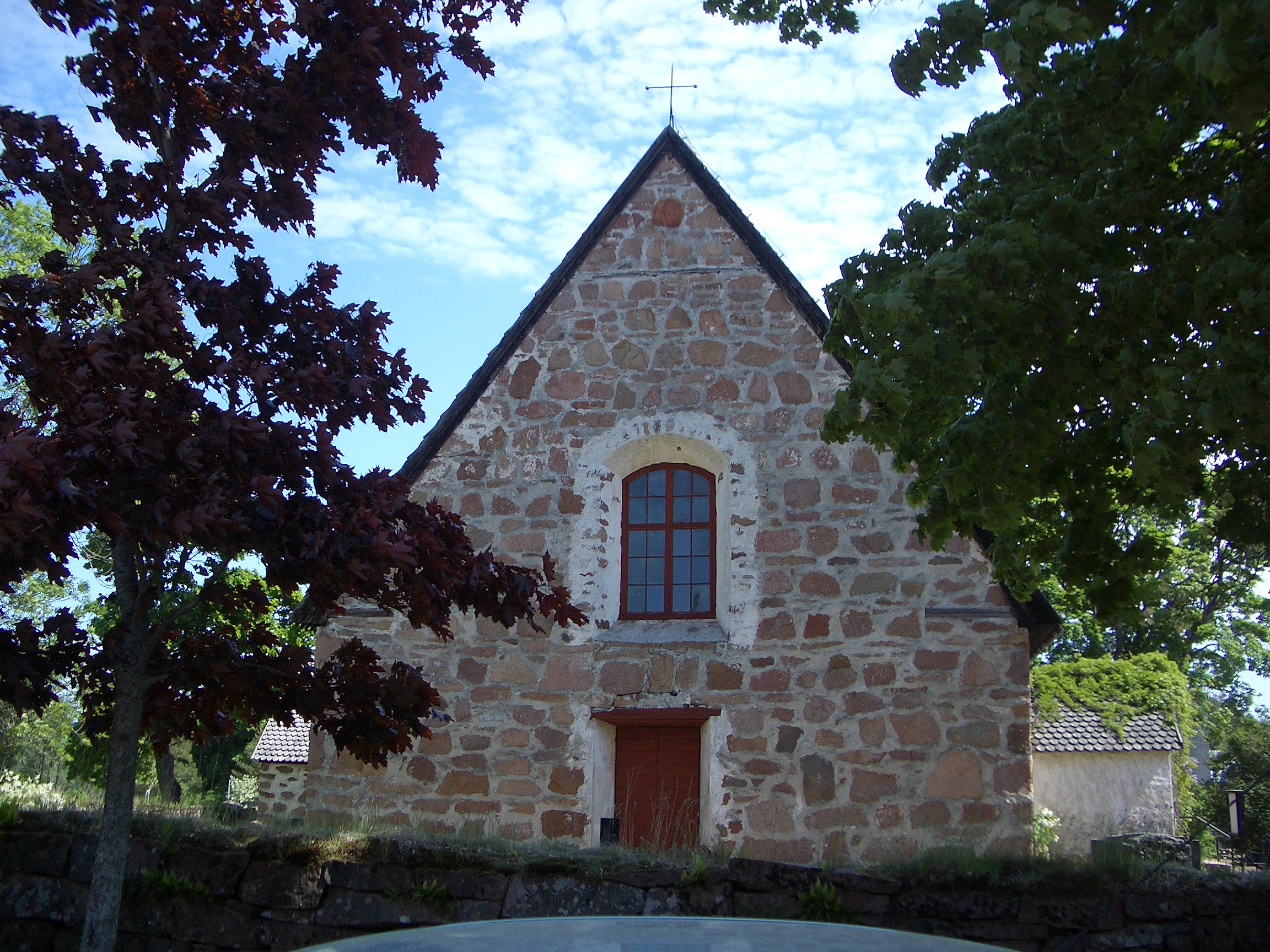
Geta kyrka, 1400-tal

## Tidig modern tid, "nya tiden" (1523–1809)
1523, under Gustav Vasas regering, befriades Åland slutligen från de danska trupperna och tiden fram till finska kriget kallas i Ålands och Finlands historia för den "Nya tiden".
Åland var under en följd av år (1524–1537) förlänat till riksrådet Ivar Fleming, som också var lagman i Norrfinne lagsaga, men Ålands drogs därefter in till kronan. 1556 införlivades Åland i det hertigdöme som av Gustav Vasa åt sin son, hertig Johan. Hertig Johan höll hösten 1571 sin bror kung Erik XIV med hustrun Karin Månsdotter fängslade på Kastelholms slott. 1569 förlänades änkedrottning Katarina Stenbock, Gustav Vasas tredje gemål, Åland som hon innehade till 1603.
Under första halvan av 1600-talet bildade Åland ett eget ståthållardöme under Hans Johansson till Ålekvarn, Jöran Wulfstorp och Stellan Otto von Mörner. 1634 års regeringsform omstrukturerades Finland, och då fördes Åland samman med Egentliga Finland till ett landshövdingdöme, vilket fanns kvar ända till 1808. Drottning Kristina  inrättade postvägen mellan Stockholm och Åbo, via Åland 1638 för att tillfredsställa behovet av en snabb postgång inom riket. Postreformen innebar att särskilda postbönder utsågs för att sköta posttransporterna längs postvägen som budkavle hela vägen mellan Stockholm och Åbo. Bönderna i skärgården delades in i postrotar med så många män som behövdes för att bemanna en postrotebåt. På Åland dömdes åren 1666-70 nio kvinnor till döden i häxprocesser.
Den stora ofreden (1713-21) kallas den ryska ockupationen av Finland under det stora nordiska kriget. Åland var ockuperat av ryska trupper från 1714 till 1721 och under den tiden flydde en majoritet av befolkningen till Sverige. Vid postvägen i Lövö by på Vårdö fördes på ryskt initiativ resultatlösa fredsförhandlingar mellan Ryssland och Sverige 1718 och 1719 kallat Ålandskongressen som tidvis samlade 1500 personer. Sommaren 1719 angrep ryska styrkor angrep Sverige där de brände den svenska kusten från Gävle till Norrköping med Åland som bas, och ålandskongressen upplöstes. Den 27 juli 1720 utkämpades ett mindre sjöslag vid Föglöfjärden mellan en svensk eskader och ryska galärer. 1721, efter fredsslutet i Nystad återvände ålänningarna. Den lilla ofreden (1742-43) kallas den ryska ockupationen av Finland under hattarnas ryska krig. Finland behandlades mildare än under den stora ofreden och förvaltningen leddes av Balthasar von Campenhausen som rysk generalguvernör. Lilla ofreden slutade med freden i Åbo 1743.

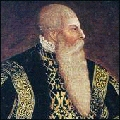
Gustav Vasa
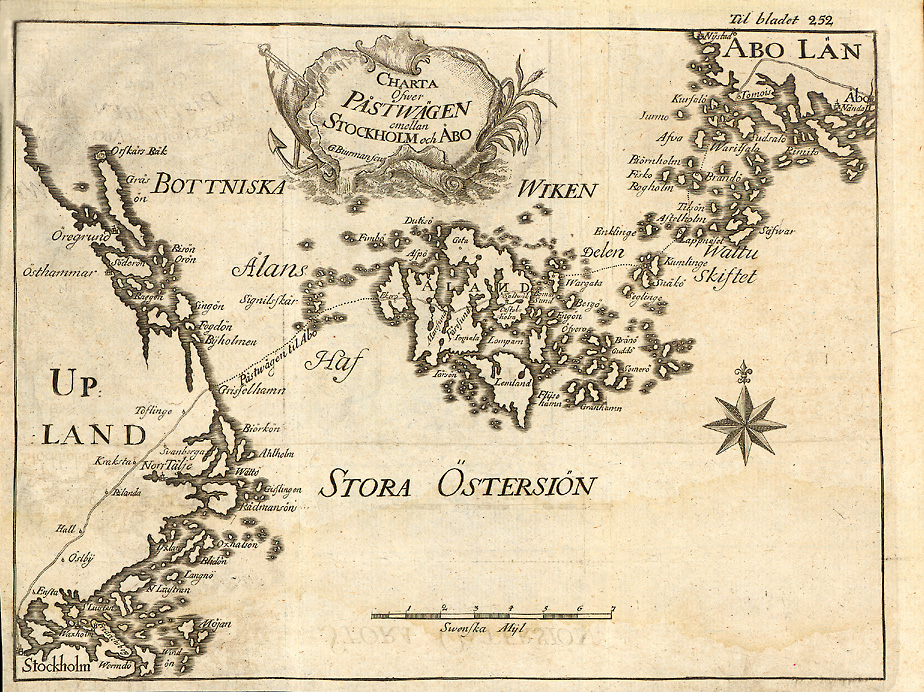
”Charta öfver Påstwägen emellan Stockholm och Åbo” från 1749
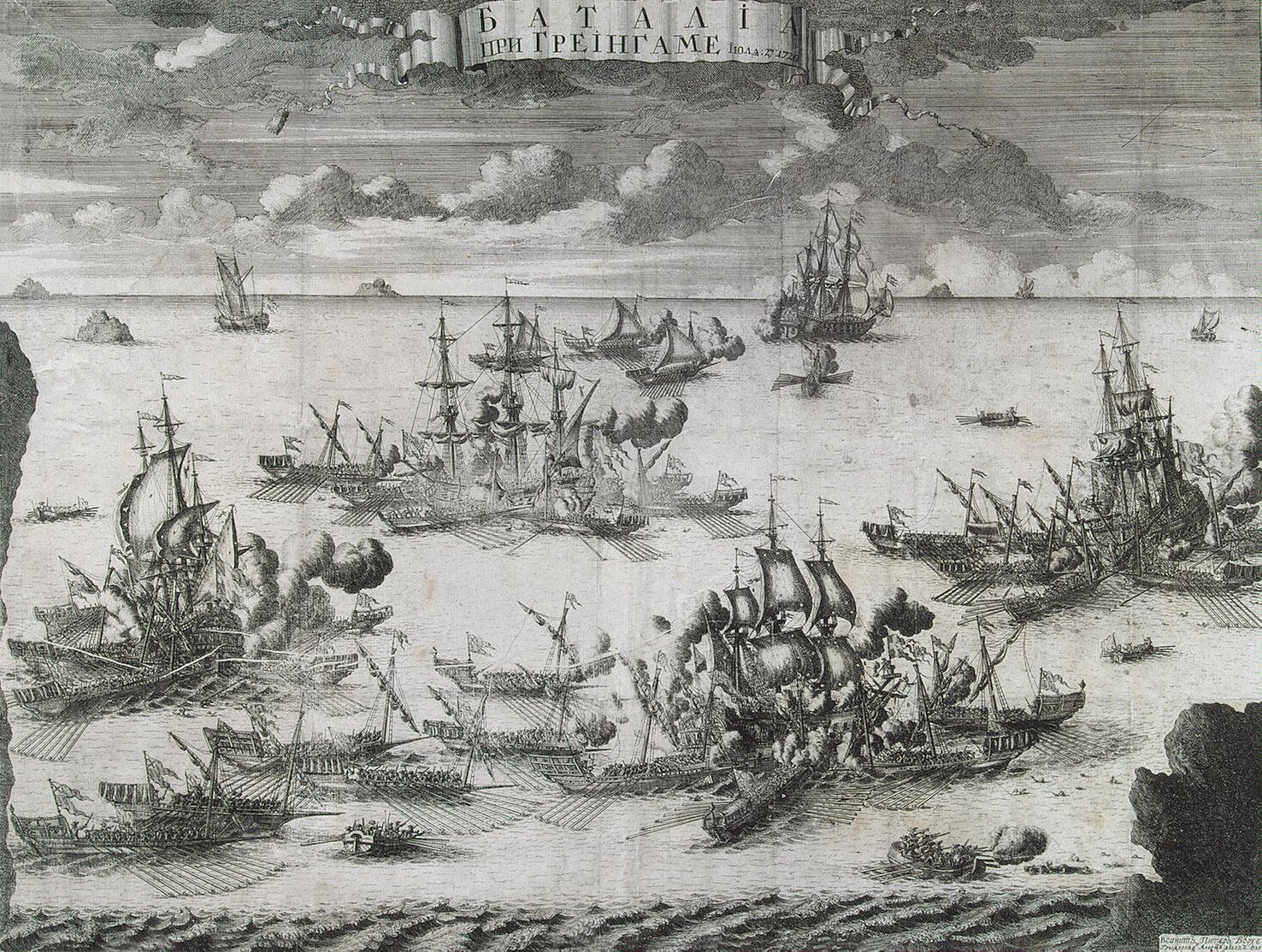
Slaget vid Föglöfjärden

## Finska kriget på Åland (1808–1809)
Det ryska anfallet mot Åland under Finska kriget inleddes den 27 mars 1808. En jägarbataljon tog sig över Skiftet på isen, via Brändö, mot fasta Åland. Åbo hade då redan erövrats. Syftet var att bryta de svenska förbindelserna med fronten i sydvästra Finland.
Efter det ryska maktövertagandet växte missnöjet bland ålänningarna. Bland annat ställdes krav på att de skulle tillhandahålla segelbara båtar, vilket ansågs orimligt. Den 19 mars 1808 samlades man i Jomala sockenstuga och inledde det som kom att kallas upproret på Åland. Hären bestod av bönder och fiskare och leddes av länsman Eric Arén och pastorsadjunkt Johan Henrik Gummerus.
Den 6 maj anlände en svensk styrka på 73 man till Föglö. Dagen därpå inleddes en blockad av den ryska styrkan på Kumlinge. Upproret kulminerade den 10 maj i Kumlingeslaget, där svenskarna och den åländska bondehären landsteg och tillfångatog ryssarna vid Kumlinge prästgård. Dagen därpå tillfångatogs även den ryska styrkan på Brändö.

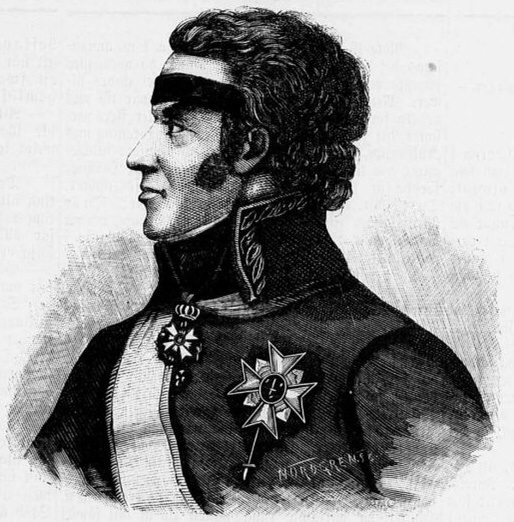
General von Döbeln

Sverige återtog därefter Åland stegvis, till en sammanlagd styrka på omkring 3 000 man. Kung Gustav IV Adolf anlände i juli. I oktober seglade skärgårdsflottan mot Stockholm och endast en mindre flottilj lämnades kvar för Ålands försvar. Den frös senare inne i Degerby.
I november lämnade kungen Åland. Han beordrade då att den östra skärgården med Kumlinge och Brändö skulle utrymmas och att alla byggnader, utom kyrkor och kvarnar, skulle rivas för att förhindra ryska anfall under vintern. Utrymningen genomfördes under svåra förhållanden och slutfördes i januari 1809, då invånare och boskap gick över isen och de kvarvarande byggnaderna brändes.
I februari anlände Georg Carl von Döbeln till Jomala och tog över försvaret. Han lät bland annat bygga en optisk telegraflinje till Stockholm. Förhållandena var svåra, med brist på mat och utrymme. Inför det väntade ryska anfallet i mars bestod styrkan av cirka 7 200 man. De utlovade förstärkningarna uteblev. Gustav IV Adolf hade beordrat att Åland skulle försvaras till varje pris, men den 13 mars 1809 avsattes han i en oblodig statskupp. Hertig Karl, som tog över som riksföreståndare, gav von Döbeln i uppdrag att retirera till Sverige om försvaret inte kunde hållas.
Den 14 mars gick ryska trupper åter över Skiftet. Det svenska försvaret tvingades dra sig tillbaka, och två dagar senare var fasta Åland nästan utrymt. Den 17 mars gick svenska styrkor över isen till Grisslehamn. von Döbeln skrev därefter till den ryske överbefälhavaren att Sverige erbjöd fred om Ryssland avstod från att beträda svensk mark. Detta var inte sant, men syftet var att avskräcka från en invasion. Troligen var det främst riskerna som hindrade en rysk framryckning över isen.
I juni 1809 hade Ryssland över 10 000 soldater på Åland. Genom freden i Fredrikshamn den 17 september 1809 tillföll Åland Ryssland som en del av Storfurstendömet Finland.

## Den ryska tiden fram till första världskriget (1809–1914)
I och med freden i Fredrikshamn 1809 utgjorde Eckerö Rysslands gräns mot väst längs postvägen mellan Åbo och Stockholm. Där uppfördes ett stort post- och tullhus i empirestil, färdigställt 1828.
År 1836 började Bomarsunds fästning i Sund byggas av den ryska krigsmakten. En stadsliknande bebyggelse växte fram kring fästningen, med både civila och militära hushåll, och bildade samhället Skarpans. Under Krimkriget besköts fästningen den 21 juni 1854 av en fransk-brittisk flotta. I augusti samma år landsattes 10 000 franska soldater, och fästningen utsattes för en ny beskjutning. Kommendanten, generalmajor Bodisco, kapitulerade den 16 augusti och drygt 2 000 man fördes som krigsfångar till Frankrike och England.  
Segrarmakterna erbjöd Sverige att ta över Åland, men Sverige avstod under pågående krig. Eftersom varken Frankrike eller Storbritannien ansåg sig kunna hålla Åland över vintern sprängdes fästningen den 2 september 1854. Den byggdes inte upp igen, eftersom Åland enligt Parisfreden 1856 skulle vara demilitariserat (Ålandsservitutet).
År 1861 grundades Mariehamn av tsar Alexander II som Ålands nya centralort efter Skarpans förstörelse. Staden anlades på platsen för den tidigare byn Övernäs, belägen på ett näs med två skyddade hamnar, och namngavs efter tsarinnan Maria Alexandrovna. Mariehamn var avsedd att bli Ålands ekonomiska centrum, men utvecklingen gick till en början långsamt. År 1868 öppnade den statliga navigationsskolan i Mariehamn.  
Under senare delen av 1800-talet växte den åländska segelsjöfarten snabbt. Flera redare etablerade sig i staden, bland andra Nikolai Sittkoff, och Mariehamn fick med tiden en av världens största segelfartygsflottor. År 1882 byggdes Lemströms kanal. Badgäster började också besöka Mariehamn, och 1889 öppnade stadens badanstalt.  
Ålands första tidning, Tidningen Åland, grundades 1891 av Julius Sundblom, som senare kom att leda kampen för återförening med Sverige.

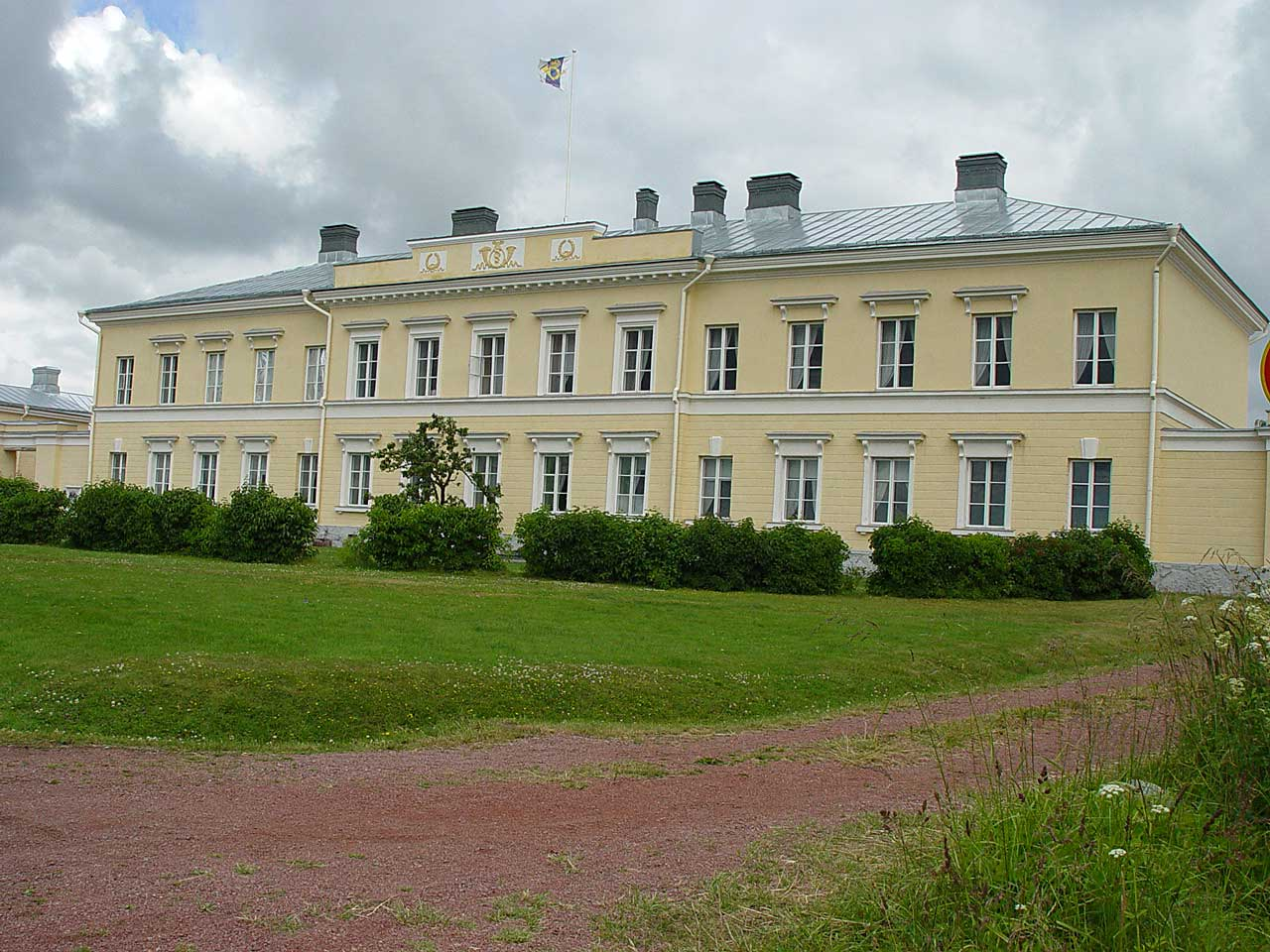
Eckerö post- och tullhus 1828
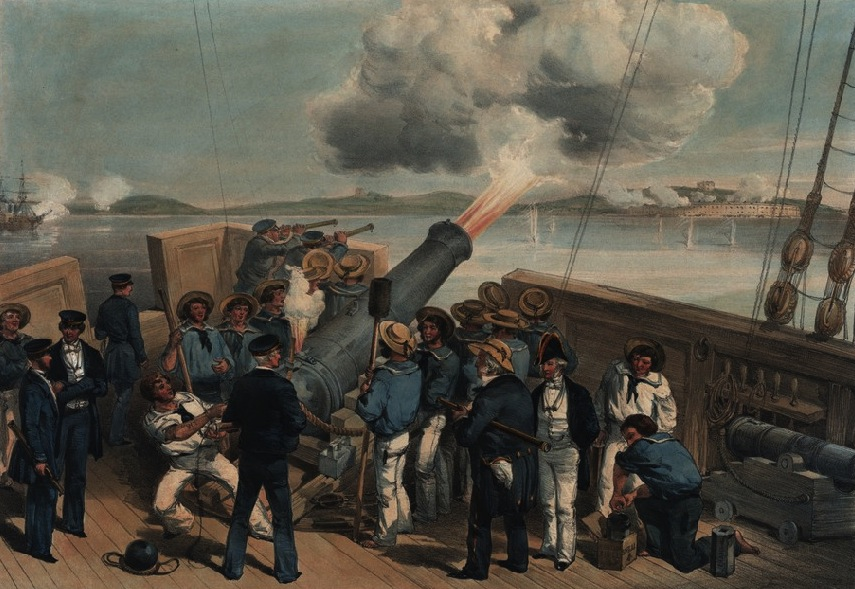
Slaget vid Bomarsund 1854
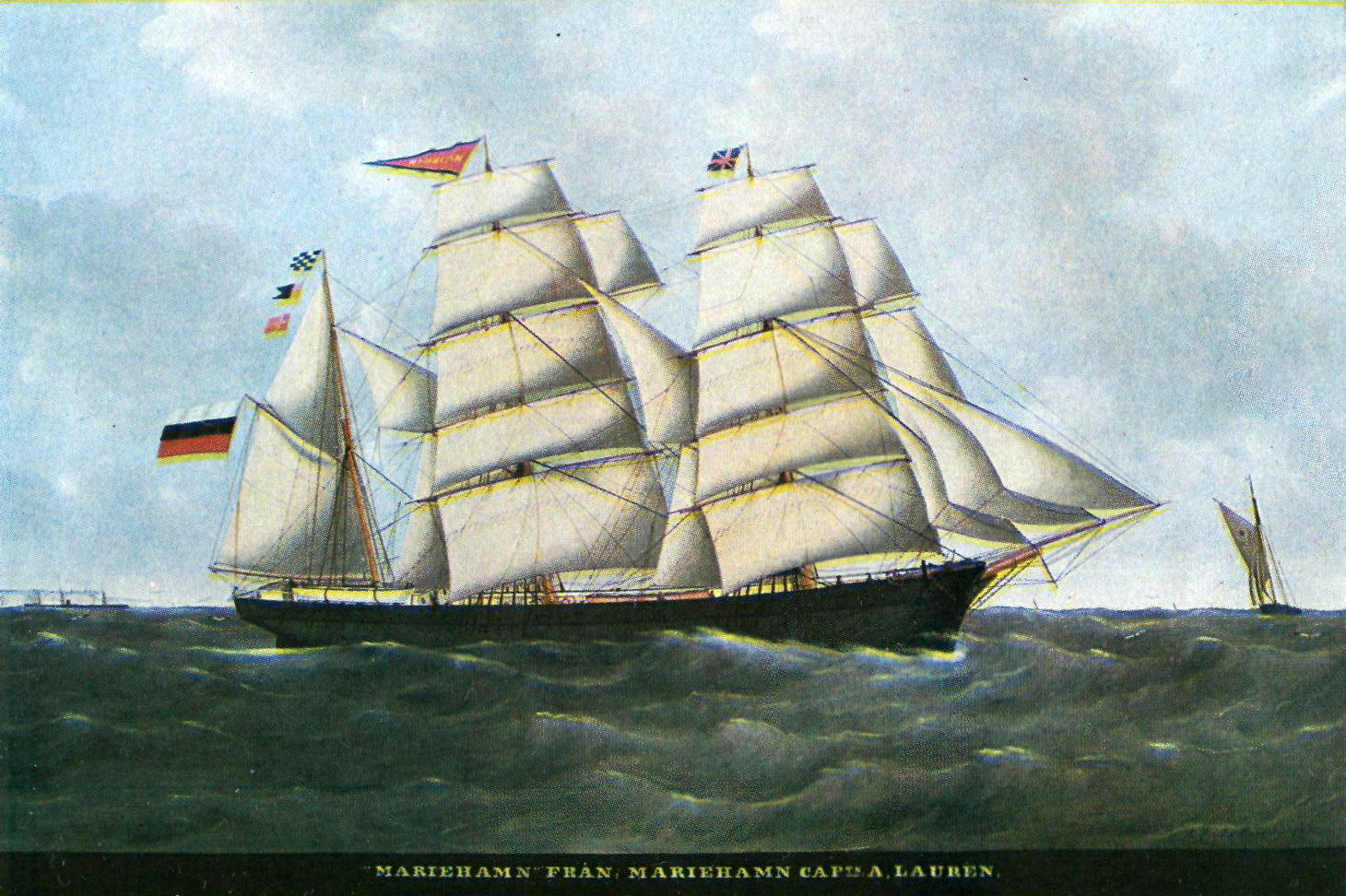
Mariehamn, Ålands första världsomseglare
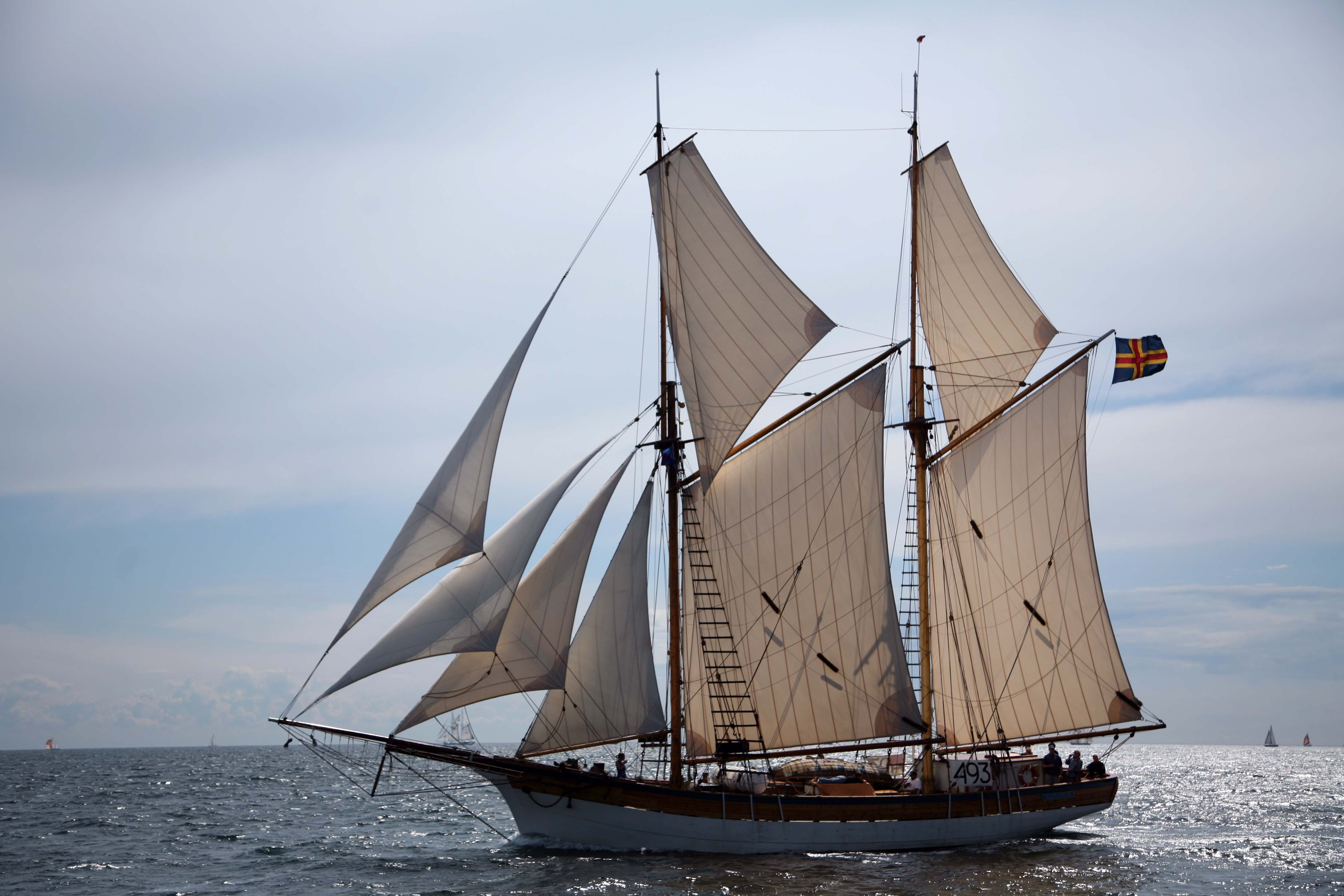
Albanus, fartygsreplik

## Första världskriget (1914–1918)
I augusti 1916 började Ryssland åter befästa Åland för att skapa en marinbas som skydd mot den tyska flottan. Åtgärden genomfördes med de allierades tysta medgivande.  
Artilleribatterier anlades på flera platser:  
- Saggö och Boxö i norr
- Sålis, Frebbenby och Mellantorp i väster
- Kungsö, Korsö, Herrö, Storklobb och Kökar i söder

Utöver de fasta batterierna byggdes två flygplatser, i Eckerö och Granboda på Föglö. Den ryska ubåten Som, som senare förliste efter en kollision med S/S Ångermanland den 23 maj 1916 på svenskt vatten, var stationerad i Mariehamn. I december 1916 exploderade S/S Skiftet på Rödhamnsfjärden med 91 personer ombord, efter att ha gått på ett tyskt minbälte.

### Finlands självständighet och åländsk opinion (1917)
När nyheten om marsrevolutionen 1917 nådde Åland höll Julius Sundblom ett medborgarmöte i Mariehamn som uttryckte stöd för ett framtida självständigt Finland. Under samma tid försämrades disciplinen bland de ryska trupperna, och opinionen på Åland började svänga mot att ön borde tillhöra Sverige.  
Den 6 december 1917 utropade Finland sin självständighet. Fyra dagar senare uttalade Sundblom: ”Forntid och framtid förplika, vår högsta önskan är att Finland ska vara fritt, och Åland svenskt.”
Under juldagarna 1917 startade en namninsamling för återförening med Sverige. Den överlämnades till kung Gustav V och uppgavs ha undertecknats av omkring 95 procent av den myndiga befolkningen. Historikern Gyrid Högman visade i sin avhandling 1981 att andelen var betydligt lägre. Ålandsrörelsen drev frågan om folkomröstning, med stöd av Sveriges regering, medan den nybildade staten Finland motsatte sig. Sundblom och Carl Björkman bildade ett illegalt landsting.

### Ålandsexpeditionen och striderna (februari 1918)
I februari 1918 sände Sverige en militär styrka till Eckerö för att skydda civilbefolkningen. Den finska regeringen var kritisk till Ålandsexpeditionen, då man befarade att Sverige skulle annektera ögruppen.  
Samtidigt anlände Nystadskåren, en vit styrka från Nystad på väg till Vasa via Åland, eftersom hela södra Finland kontrollerades av de röda. Nystadskåren deltog i strider vid Godby, där de besegrade ryska trupper och röda styrkor. Därefter transporterades de till Sverige.  
Under denna tid stoppade den svenske sjökrigsministern Erik Palmstierna bland annat telegram från Mannerheim och hindrade Amos Anderson från att landstiga med meddelanden från de vitas representanter i Stockholm.

### Tysk intervention och slutskede (mars 1918)
I början av mars 1918 landsteg tyska trupper på Åland för att förbereda en intervention på det finländska fastlandet. De tyska slagskeppen SMS Rheinland och SMS Westfalen anlände. I tät dimma gick Rheinland på grund vid Lågskär. De svenska trupperna kallades hem och de ryska styrkorna avväpnades.

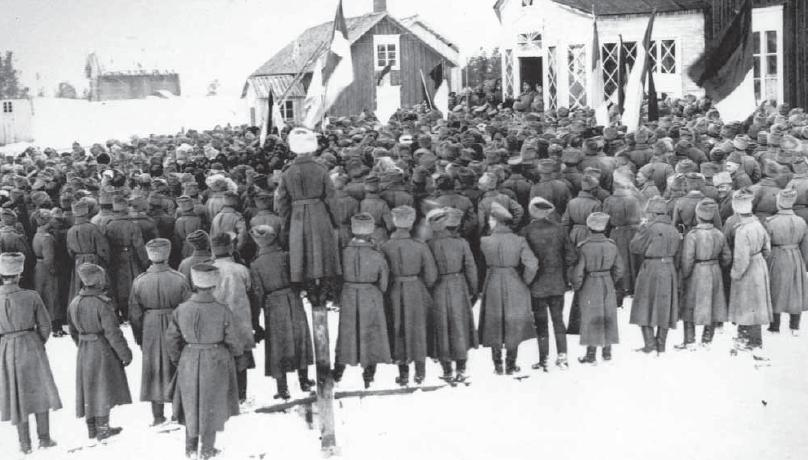
Ryska soldater i Dalkarby, mars 1917
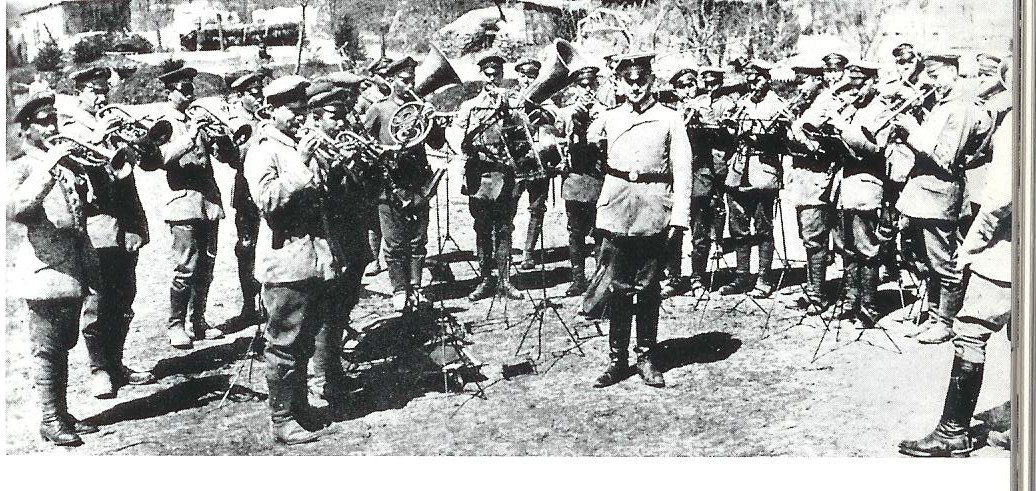
Preussiska jägarbataljonen på Åland, 1918
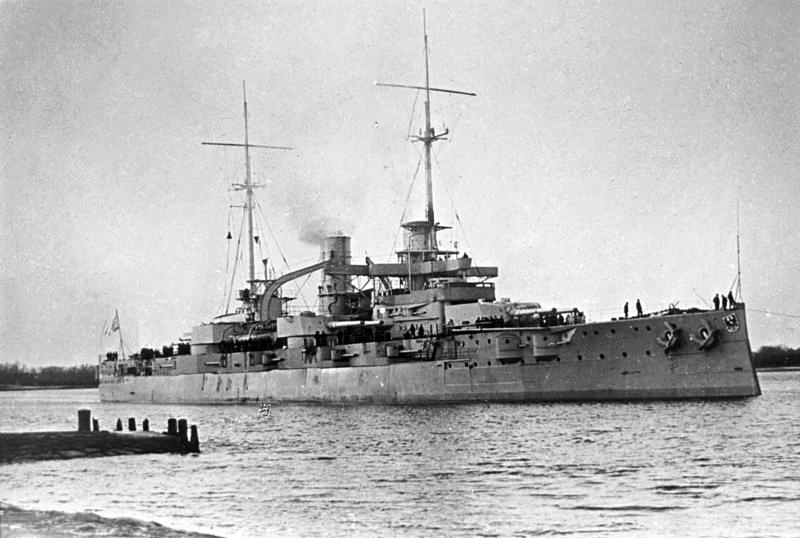
Slagskeppet SMS Rheinland

## Ålandsfrågans lösning (1918–1922)
Sverige gjorde anspråk på Åland med hänvisning till den åländska befolkningens vilja. Ålandsrörelsen började nu att ledas av Julius Sundblom och Carl Björkman. Samtidigt startade en självstyrelserörelse med ålänningar bosatta i Helsingfors, Ålandskommittén med ambitionen att Åland skall tillhöra Finland men vara självstyrande. Konflikten ledde till stark opinion i både Sverige och Finland. I juni 1919 genomfördes en ny namninsamling där 96 % av den hemmavarande befolkningen skrev på för Sverige (även denna gång är procentsatsen klart överdriven). I maj ett år senare reser en delegation från Åland över till Sverige och där presenterades för Gustav V åter igen "ålänningarnas" vilja. Relationerna blev mycket spända mellan Sverige och Finland, Julius Sundblom och Carl Björkman fängslades för högförräderi, svenska efter när Finland presenterade sitt förslag till självstyrelse som de ledande i Ålandsrörelsen vägrade ta emot. Sveriges sändebud K.G Westman i Helsingfors kallades hem. 
Sverige hade våren 1919 försökt att få upp Ålandsfrågan till behandling i fredskonferensen i Paris utan att lyckas, men efter att Ålandsrörelsens ledare Julius Sundblom och Carl Björkman blivit fängslade i juni 1920 tog det nybildade Nationernas förbund sig an frågan. I december 1920 anlände en rapportörsgrupp till Mariehamn som fått Nationernas förbunds uppdrag att utreda Ålandfrågan. I juni 1921 avgjordes frågan i Genève där man valde att besluta enligt rapportörernas rekommendationer. Åland tillföll Finland givet att ögruppen fick förbli svenskspråkig, förbli demilitariserad (de ryska befästningarna förstördes under vårvintern 1919) och ha en hög grad av självstyrelse. Beslutet blev i stort sett i paritet med det som Ålandskommittén hade arbetat för hela tiden.
Julius Sundbloms linje hade förlorat i Nationernas förbunds beslut, men tog sig an den nya situationen för att göra det bästa av situationen. Han höll tal i Mariehamn där han konstaterade läget och sade ”Nu ska vi arbeta.” Det illegala landstinget upplöses. Ålandsfrågan avslutades i oktober 1921 genom att Sveriges nytillträdde statsminister Hjalmar Branting tillsammans med statsmän från Finland, Danmark, Tyskland, Polen, Lettland, Estland, Storbritannien, Frankrike och Italien undertecknade Ålandskonventionen. Sovjetunionen protesterade, eftersom de inte var inbjudna. Ålands självstyrelses lagting sammanträdde första gången 9 juni 1922. Julius Sundblom valdes till talman och Carl Björkman till lantråd, Den 9 juni blev därefter Ålands självstyrelsedag.

## Mellankrigstiden (1922–1939)

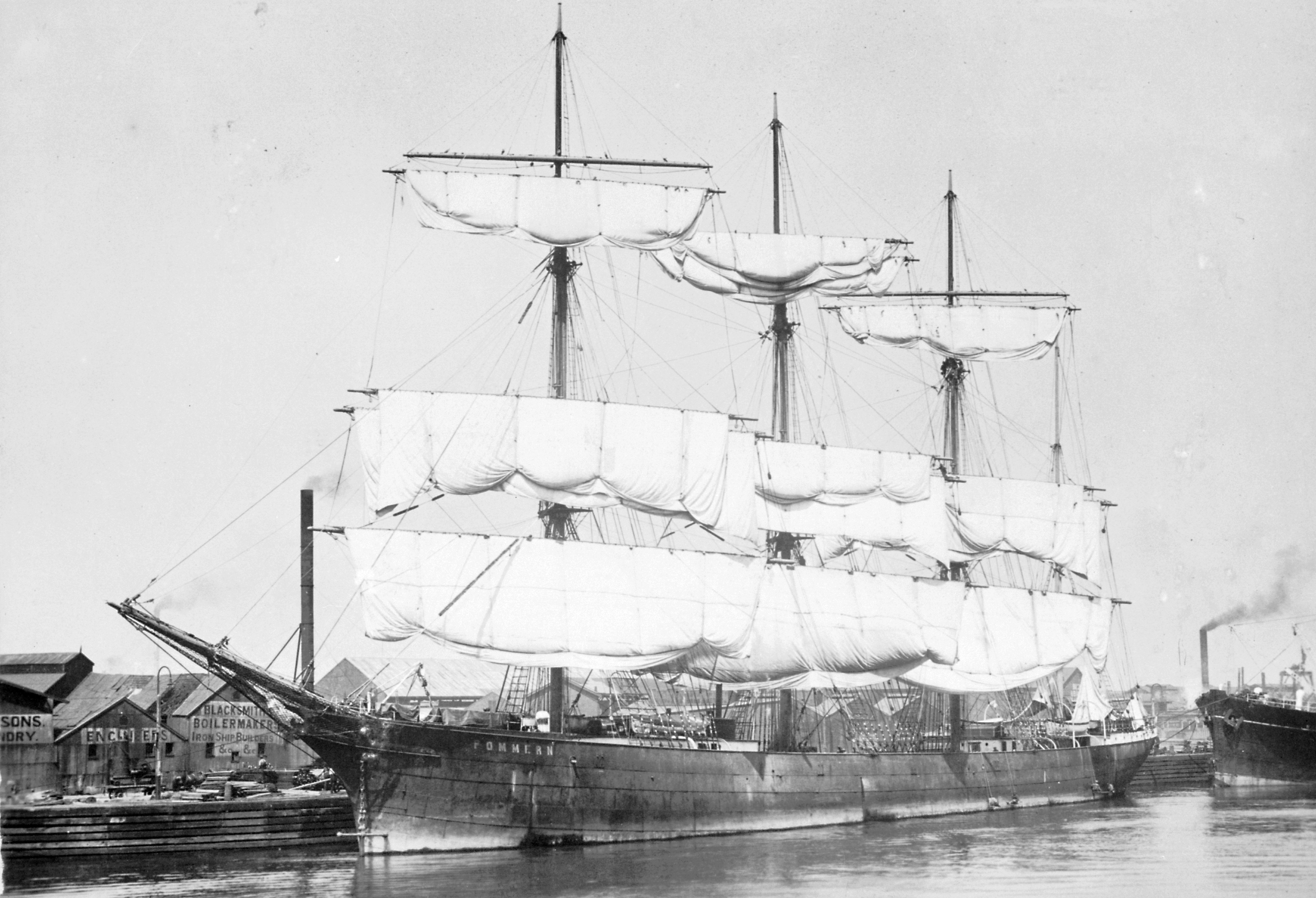
Pommern

Skeppsrederiet fick fart efter krigsslutet och de flesta redare började övergå till ångdrivna fartyg, vilket gjorde det fördelaktigt för Gustaf Erikson att köpa segelfartyg. Han koncentrerade sig på  spannmålstransport mellan Australien och Europa. På 1920-talet var Erikson den största privata redaren i Norden. Då segeltrafiken började minska blev han världens största redare för segelskepp. Den globala depressionen i början på 1930-talet slog också mot sjöfarten ocht segelskeppen, vars konkurrenskraft försvagats i förhållande till snabbare fartyg. Efter Gustaf Eriksons död 1951 gav hans familj barken Pommern till Mariehamns stad, där hon är nu en museifartyg. Den åländska segelfartygsepoken finns dokumenterad på Ålands sjöfartsmuseum som öppnade för allmänheten 1954.
Under mellankrigstiden utarbetades i Helsingfors och Stockholm planer för att i ett krisläge ensidigt kunna försvara Åland. Dessutom pågick förhandlingar i hemlighet om ett gemensamt svenskt-finskt försvar av ögruppen. Sverige och Finland utarbetade i juni 1938 Stockholmsplanen (även kallad Ålandsplanen), som gick ut på att Åland skulle vara fortsatt demilitariserat, med undantag för några öar i söder som Finland skulle ha rätt att befästa. Åland skulle försvaras av Sverige och Finland gemensamt. Planen väckte starkt motstånd på Åland med Julius Sundblom i spetsen. Protesterna resulterade hösten 1938 i ett bondetåg i Mariehamn och under våren 1939 i en massadress som överlämnades till Nationernas förbund. Planen godkändes trots detta i januari 1939 av dem som skrivit på Ålandskonventionen 1921, men på grund av Sovjetunionens motstånd sattes planen aldrig i verket. Carl Björkman som förespråkade en samarbetslinje blev tvungen att avgå, sedan han förlorat en omröstning i landstinget i december 1938.

## Andra världskriget (1939–1945)
Den 28 september 1939, knappt en månad efter att andra världskriget hade börjat, undertecknade Estland ett avtal som gav Sovjetunionen rätt att upprätta flyg- och marinbaser i landet. Det väckte på nytt frågan om Ålands försvar. Sveriges försvarsstabschef, general Olof Thörnell, föreslog att man skulle återuppta tidigare planer på ett gemensamt försvar av öarna tillsammans med Finland.
Regeringen, med statsminister Per Albin Hansson i spetsen, valde dock att inte agera. Den 15 oktober nådde ett meddelande Stockholm om att sovjetiska örlogsfartyg hade rört sig västerut i Finska viken. Utrikesminister Rickard Sandler föreslog att en svensk minutläggare skulle spärra farlederna in i den åländska skärgården, men förslaget avvisades. Den 24 oktober avbröts alla svenska förberedelser för ett militärt ingripande. Den 30 november gick Sovjetunionen till anfall mot Finland. Därmed inleddes vinterkriget.
Under vinterkriget 1939–1940 tog Finland kontroll över Åland. Samtidigt lades minor ut i omgivande farvatten för att försvåra för sovjetiska fartyg. Ett åländskt hemvärn organiserades och omfattade som mest omkring 900 personer. Hemvärnet svarade för ögruppens försvar. När kriget avslutades år 1940 åtog sig Finland att åter demilitarisera Åland, och hemvärnet upplöstes. Sovjetunionen fick rätt att upprätta ett konsulat på Åland för att övervaka att demilitariseringen efterlevdes.
När fortsättningskriget inleddes 1941 förstärktes försvaret av Finland ännu en gång. En skyddskår sattes då upp med ungefär 700 medlemmar. Denna hade nära samverkan med den finska försvarsmakten. Efter vapenstilleståndet i september 1944 började bestämmelserna från 1940 åter gälla. Vid fredsförhandlingarna i Paris 1947 bekräftades Ålands demilitarisering på nytt.
Kriget fick också allvarliga följder för Ålands handelsflotta. Tretton ångfartyg och tre segelfartyg gick förlorade, och 88 sjömän omkom.

## Efterkrigstiden (1945–1970)
Efterkrigstiden på Åland präglades av politisk konsolidering, språkfrågan och en gradvis modernisering av näringslivet. Under perioden utvecklades partiväsendet långsamt, den åländska flaggan fastställdes officiellt och färjetrafiken över Ålands hav expanderade kraftigt. 

### Politik och självstyrelse
Partiväsendet på Åland utvecklades långsamt efter andra världskriget. Först 1952 bildades Ålands samling, som samlade de flesta politiska grupperingar utom folkdemokraterna. Ur denna sammanslutning växte senare fram flera valförbund.
År 1951 trädde en reviderad självstyrelselag i kraft. Den gav bland annat Åland rätt till en egen flagga. Redan 1922 hade en inofficiell flagga tagits fram inför en sångfest i Mariehamn, men den förbjöds 1935. Den officiella åländska flaggan fastställdes av Finlands president 1954.

Inofficiell flagga från 1922
Ålands flagga från 1954

### Färjetrafikens utveckling
Under 1950- och 1960-talen byggdes färjetrafiken över Ålands hav snabbt ut. År 1959 startade det åländska Rederi Ab Vikinglinjen bil- och passagerartrafik med S/S Viking mellan Galtby, Mariehamn och Gräddö. En vecka senare började Rederi AB Slite trafik mellan Simpnäs och Mariehamn med det ombyggda lastfartyget Slite. År 1960 inleddes trafik mellan Eckerö och Grisslehamn med färjan Rospiggen, och 1961 bildades Rederi Ab Eckerö.
Konkurrensen ökade, och 1966 grundade Ålandsfärjan Ab, Rederi AB Slite och Rederi AB Solstad (tidigare Rederi AB Vikinglinjen) det gemensamma marknadsföringsbolaget Vikinglinjen Ab Oy.

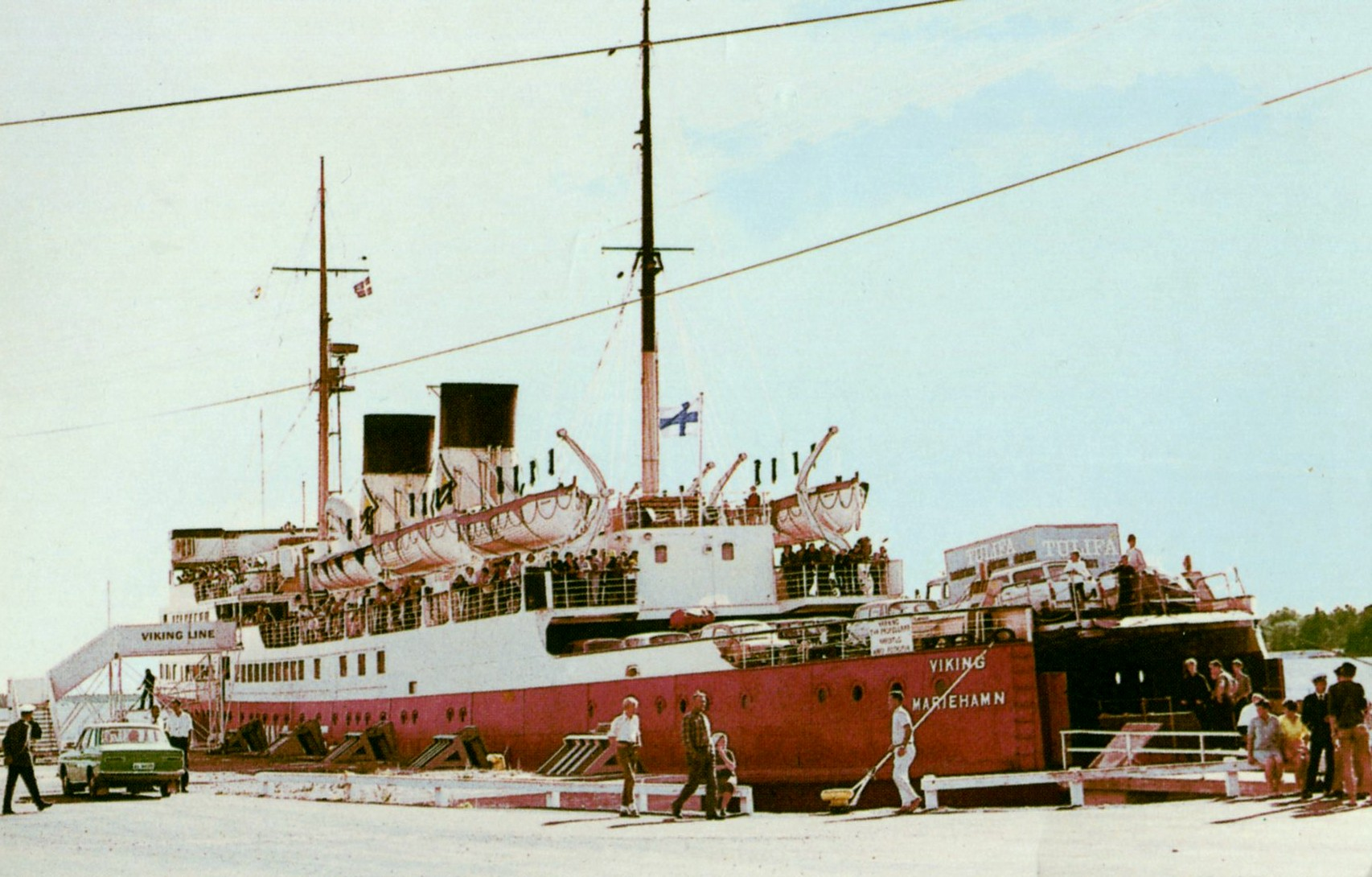
S/S Viking
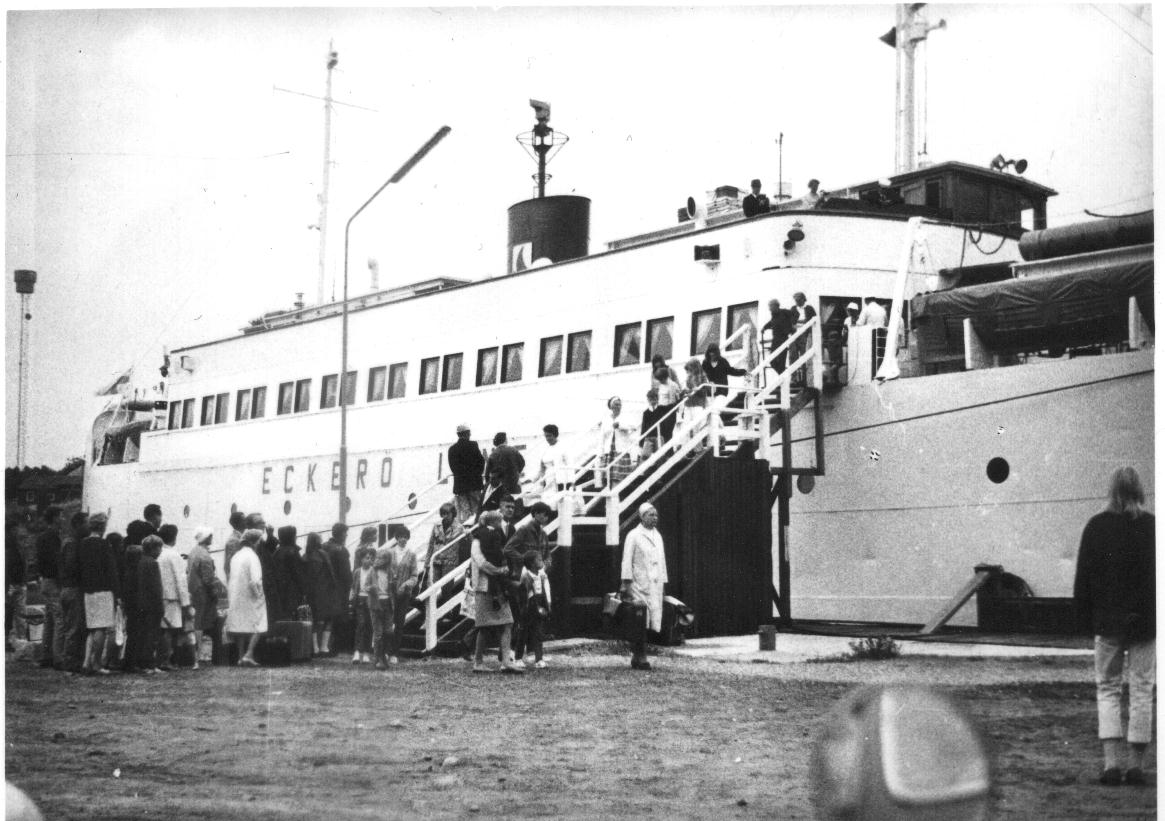
M/S Alandia i Grisslehamn

### Spelverksamhet
År 1966 bildades Paf för att samla ideella organisationers spelautomatverksamhet i en gemensam struktur med en enda spellicens på Åland. Verksamheten inleddes i januari 1967 i samarbete med Folkhälsan, Rädda Barnen, Röda Korset och Stiftelsen Dagens Barn. Föreningen hade då två deltidsanställda.

## Självstyrelsen utvecklas (1970–2000)

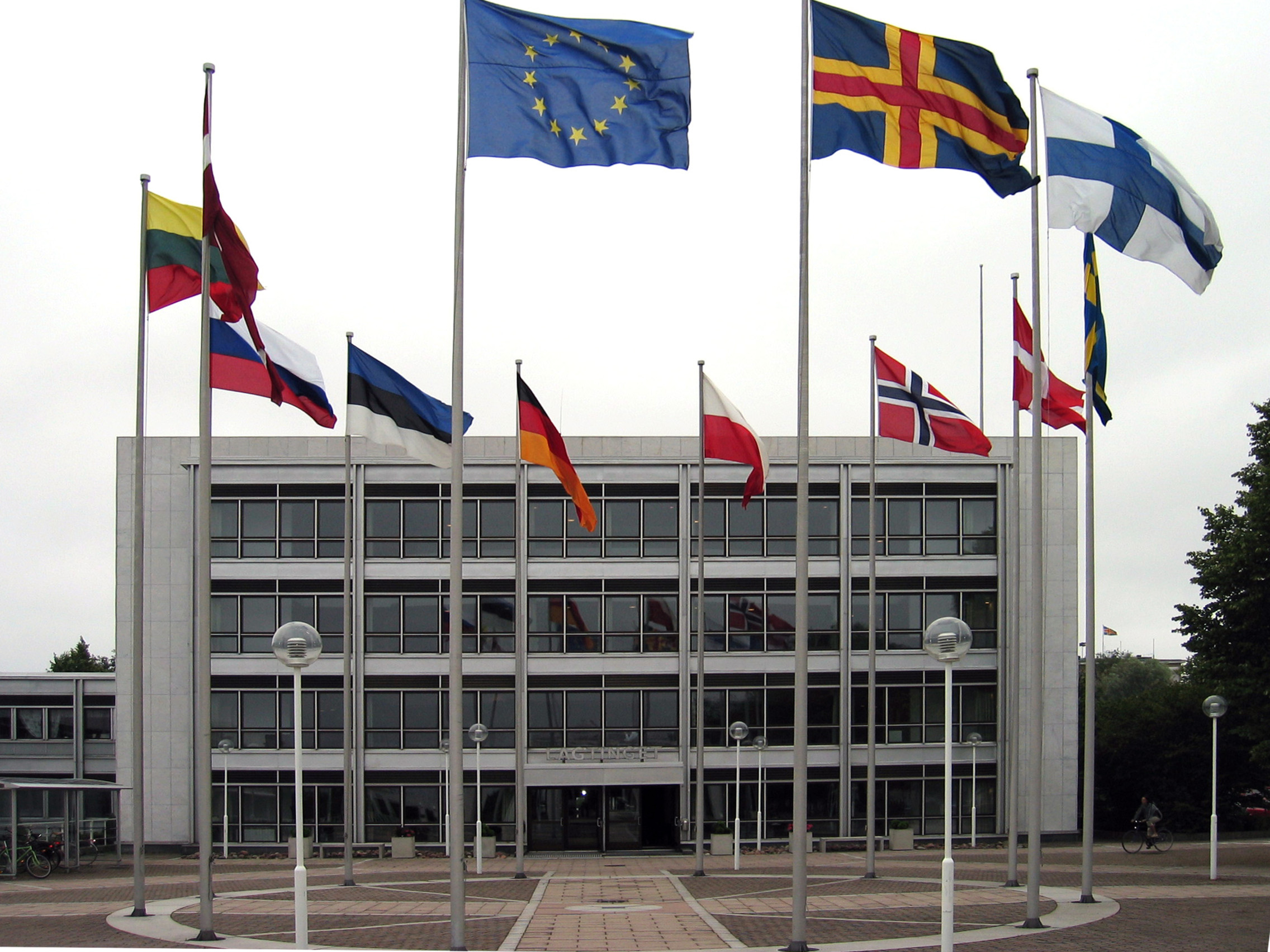
Självstyrelsegården, invigd 1979

### 1970-talet
Åland blev medlem av Nordiska rådet 1970. Ålands lagting utser sedan dess två av rådets 87 medlemmar.
1979 invigdes Självstyrelsegården, som rymmer lagtingets plenisal, landskapsregeringens plenisal och lokaler för landskapsförvaltningen. Byggnaden ritades av Helmer Stenros, som även ritade Ålands museum och Hotell Arkipelag.

### 1980-talet
1984 gavs de första åländska frimärkena ut.

### 1990-talet
1991 präglade Ålands Penningautomatförening myntet ”dalern”. Det var tänkt att ha samma värde som en finsk mark och användas på Åland, men projektet stoppades efter en rättsprocess.
1992 grundades Ålands fredsinstitut, som arbetar med självstyrelsefrågor, minoritetsfrågor, demilitarisering och konflikthantering. Lösningen för Åland, den så kallade Ålandsmodellen, har uppmärksammats internationellt som ett exempel på fredlig konfliktlösning.
1993 reviderades och utvidgades självstyrelselagen.  
År 1994 hölls två folkomröstningar om medlemskap i Europeiska unionen (EU):  
- Oktober: Folkomröstning i Finland där ja-sidan segrade med knapp marginal.
- November: Folkomröstning på Åland om anslutning till EU med permanenta undantag enligt Ålandsprotokollet. Undantagen innebär krav på hembygdsrätt för jordförvärv och näringsrätt samt särskilda skatteregler för att behålla skattefri försäljning vid trafik till och från Åland. Ja-sidan fick en klar majoritet.

Åland anslöts till EU den 1 januari 1995.

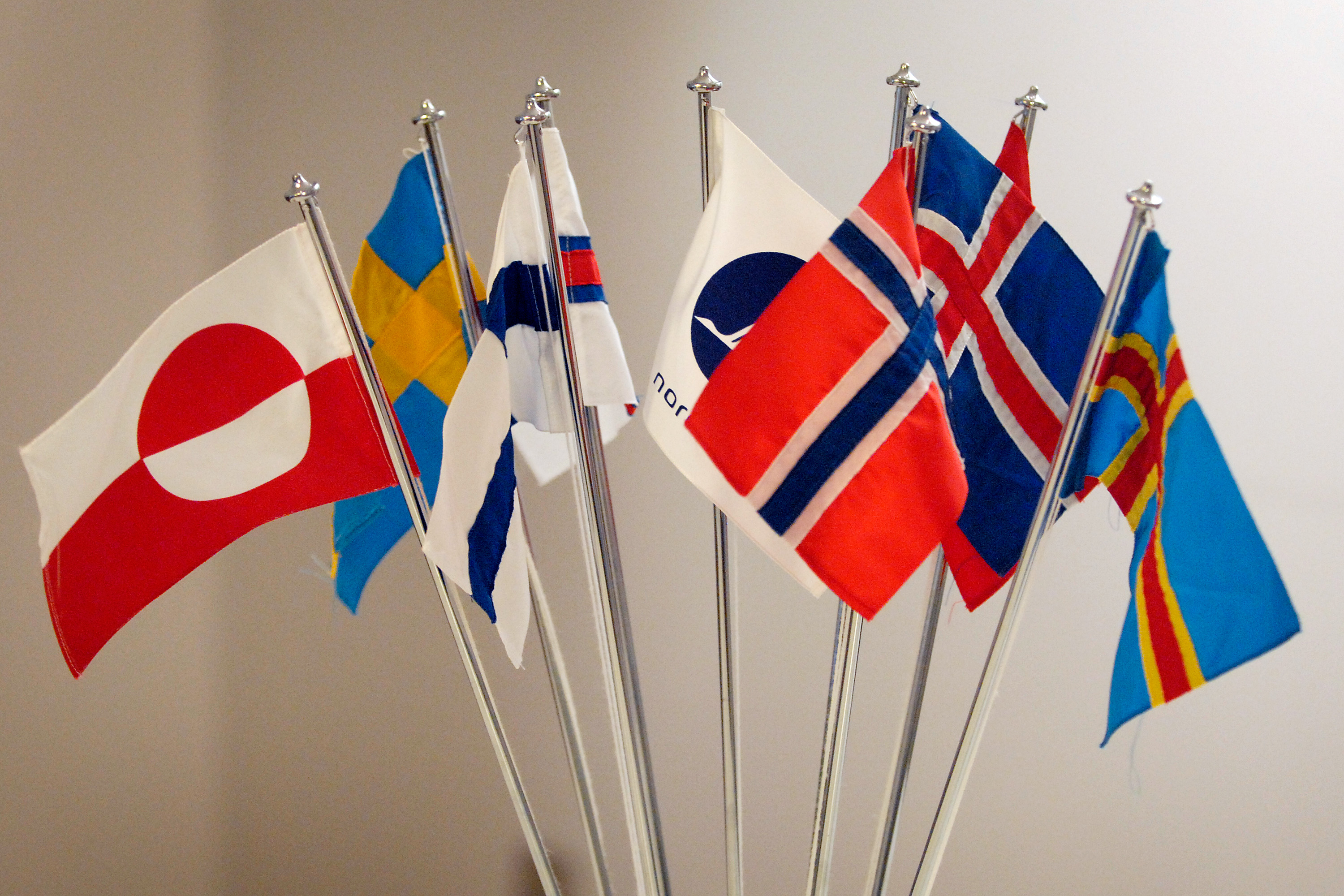
Medlemskap i Nordiska rådet 1970
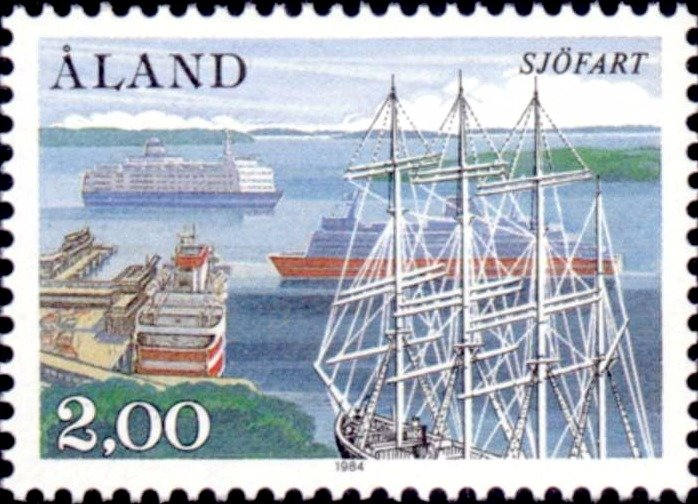
Åländska frimärken från 1984
Medlemskap i EU 1995

## Åland under 2000-talet
2002 ersatte euron den finska marken som valuta i Finland och på Åland.